# Liocranoeca striata
Espèce
Synonymes
- Agroeca striata Kulczyński, 1882
- Agroeca littoralis F. O. Pickard-Cambridge, 1895
- Agroeca gracilior Kulczyński, 1898
- Agroeca fagorum Dahl, 1912

Liocranoeca striata est une espèce d'araignées aranéomorphes de la famille des Liocranidae.

## Distribution
Cette espèce se rencontre en Europe.

## Description
Les mâles mesurent de 3,2 à 4,3 mm et les femelles de 4,5 à 5 mm.

## Publication originale
- Kulczyński, 1882 : Opisy nowych Gatunkow Pająkow, z Tatra, Babiej gory i Karpat szlazkich przez. Pamietnik Akademji umiejetnosci w Krakow wydzial matematyczno-przyrodniczy, vol. 8, p. 1-42.